# Alonso de Salazar
Alonso Toribio de Salazar (* unbekannt; † 5. September 1526 vor der Insel Guam) war ein spanischer Entdecker. 
Salazar war zunächst Besatzungsmitglied auf der Santa Maria de la Victoria, dem Flaggschiff von Frey Garcia Jofre de Loaysa, bei dessen geplanter Weltumsegelung. Die Expedition verließ A Coruña am 24. Juli 1525. Loaysia starb am 30. Juli 1526 und sein Nachfolger, Juan Sebastián Elcano, überlebte ihn nur um fünf Tage. Das Kommando fiel somit an Salazar, der entschied, nach Japan zu segeln. Am 9. August wurde dieser Kurs jedoch aufgegeben und die Molukken und dann Guam ins Visier genommen.
Am 21. August 1526 wurde im Norden Land gesichtet. Es war eine Insel, der die Spanier zunächst den Namen San Bartolomeo gaben. Die Strömung war zu stark für eine Landung, also segelte Salazar am 23. weiter und erreichte Guam zwölf Tage später. Die Insel, die er entdeckt hatte, war das Bokak-Atoll oder Taongi auf den Marshallinseln.
Wenige Tage nach Entdeckung auf den Marshallinseln starb er am 5. September 1526 an Skorbut, nur wenige Stunden, nachdem sein Schiff den Hafen von Guam verlassen hatte.
Von dieser Weltumsegelung, die zum Ziel hatte, die Erkenntnisse der vorherigen Umsegelung durch Ferdinand Magellan zu erweitern, kehrte sein Schiff als einziges wieder zurück.